# Bystra kusukusensis
Bystra kusukusensis là một loài tò vò trong họ Ichneumonidae.